# Totoaba macdonaldi
Cá Totoaba (Danh pháp khoa học: Totoaba macdonaldi) là một loài cá biển trong họ cá lù đù (Sciaenidae) thuộc bộ cá vược, chúng là loài có kích thước lớn nhất trong họ cá này. Đây là loài cá lớn nhanh, lợi cao. Fillet cá totoaba được ưa chuộng ở Mexico và nhiều thị trường quốc tế, riêng bong bóng cá totoaba còn là mặt hàng có giá trị tại châu Á.

## Đặc điểm
Cá Totoaba có thể đạt trọng lượng trên 100 kg với chiều dài 2 m, lớn nhất trong họ. Tuổi thọ trung bình 25 năm. Totoaba có thân bầu dục dài, hơi dẹt hai bên, đầu to, vây lưng chia hai đoạn: đoạn trước có tia gai cứng, đoạn sau mềm. Răng của cá nhỏ, bóng hơi lớn, dày.
Cá nhiều thịt, ít xương, phần đuôi có rất nhiều mỡ. Cá Totoaba non sống chủ yếu dưới độ sâu 23 m ở vùng vịnh California, có màu xanh ánh bạc và đốm nhỏ trên lưng. Sau 4 năm (với con cái) và 5 năm (với con đực), totoaba non mới có thể tiến hành sinh sản.
Totoaba trưởng thành sống gần bờ, rất tạp ăn, thức ăn chủ yếu của chúng là cua lớn, cá mòi. Cá totoaba non thường ăn các loài cá đáy nhỏ, giáp xác, tôm, cua. Totoaba là loại cá bản địa đặc trưng của vùng vịnh California, Mexico. Chúng hiếm khi sinh sống ở những nơi khác.

## Tình trạng
Totoaba là loài cá đang bị đe dọa nghiêm trọng do khai thác quá mức. Do đó, Chính phủ Mexico đã nhanh chóng thiết lập chương trình nuôi trồng thủy sản ở Baja California nhằm phục hồi nguồn lợi cá totoaba hoang dã với nhiều thành công ban đầu trong việc sinh sản và nuôi ấu trùng. Chương trình nhân giống và nuôi cá totoaba do Chính phủ Mexico thiết lập ở Ensenada, Baja California, Mexico cách đây 20 năm đã giúp phục hồi trữ lượng cá tự nhiên, đồng thời góp phần quản lý thành công cá bố mẹ và sản xuất cá giống. 